# Leela Zero
Leela Zero - вільне та відкрите програмне забезпечення для комп'ютерного ґо, яке розповсюджується починаючи з 25 жовтня 2017 року. Його розробив бельгійський програміст Джан-Карло Паскутто, автор шахового рушія Sjeng і рушія для гри ґо Leela.
Алгоритм навчання і гри Leela Zero ґрунтується на публікації DeepMind 2017 року про AlphaGo Zero.
На відміну від попередньої програми Leela, в яку запрограмовано масу людських знань і евристики, в алгоритм Leela Zero закладено лише базові правила гри ґо.
Leela Zero тренується розподіленими зусиллями спільноти, які координуються на вебсайті Leela Zero. Члени спільноти забезпечують обчислювальні ресурси, запустивши клієнт, який генерує ігри програми самої з собою і відправляє їх на сервер. Ці самозіграні ігри використовуються для навчання нових мереж. Станом на травень 2018 року свій внесок у навчання програми зробили понад 500 користувачів, підключених до сервера. Крім того, співтовариство забезпечує і покращення самого коду.
Leela Zero фінішувала третьою на Кубку світу серед штучного інтелекту BerryGenomics у Фучжоу (Фуцзянь, Китай), який відбувся 28 квітня 2018 року.
Окрім програми для гри ґо, на початку 2018 року та сама команда створила Leela Chess Zero з тією самою кодовою базою, також для перевірки алгоритму, застосованого для навчання програми AlphaZero, але вже для гри в шахи. Замість обчислювальних потужностей компанії Google, які команда DeepMind використовувала для тренування AlphaZero за допомогою великої кількості TPU, розробники Leela Zero використовують краудсорсингову інфраструктуру і можливість використовувати відеокарту GPU через бібліотеку OpenCL. Навіть попри зусилля численної спільноти, повинен пройти рік краудсорсингового тренування, щоб досягнути того рівня, якого AlphaZero досягнула за десять годин самотренувань перед шаховим матчем проти Stockfish, описаним в документі DeepMind.

## примітки
1. ↑  Feature: One man's Go program looks to remake AlphaGo Zero - and beyond. Xinhuanet. 9 квітня 2018. Архів оригіналу за 23 квітня 2018. Процитовано 28 квітня 2018. [Архівовано 2018-04-23 у Wayback Machine.]
2. ↑  围棋AI"丽拉"获赞接近职业棋手水准，它的作者竟是一个不太会下棋的程序员 (кит.). Xinhuanet. 5 лютого 2018. Архів оригіналу за 11 лютого 2018. Процитовано 27 квітня 2018. [Архівовано 2018-02-11 у Wayback Machine.]
3. ↑  更开放，更共享，比利时围棋AI“丽拉·元”重塑“阿尔法元” (кит.). Xinhuanet. 8 квітня 2018. Архів оригіналу за 9 квітня 2018. Процитовано 27 квітня 2018. [Архівовано 2018-04-09 у Wayback Machine.]
4. ↑  프로 수준급 인공지능 바둑 프로그램 ‘릴라(Leela)’ 무료 공개 (Korean) . Baduk News. 23 лютого 2017. Архів оригіналу за 6 липня 2018. Процитовано 27 квітня 2018. [Архівовано 2018-07-06 у Wayback Machine.]
5. ↑  릴라의 출현과 온라인 대국의 비극적인 종말... (Korean) . Cyberoro. 3 березня 2017. Архів оригіналу за 6 липня 2018. Процитовано 27 квітня 2018.
6. ↑  leela-zero. GitHub. Архів оригіналу за 16 жовтня 2018. Процитовано 27 квітня 2018.
7. ↑  Gian-Carlo Pascutto - The man behind LeelaZero. European Go Federation. 24 травня 2018. Архів оригіналу за 6 липня 2018. Процитовано 27 травня 2018.
8. ↑  世界AI大赛决赛腾讯内战 凤凰2-1绝艺夺冠 (кит.). sina.com.cn. 28 квітня 2018. Архів оригіналу за 29 квітня 2018. Процитовано 28 квітня 2018.
9. ↑  Silver, Albert (26 квітня 2018). Leela Chess Zero: AlphaZero for the PC. Chess News. Архів оригіналу за 12 червня 2018. Процитовано 11 червня 2018.